# Jardín botánico de la Perrine
El Jardín Botánico de la Perrine (en francés: Jardin botanique de la Perrine), es un jardín botánico, de administración municipal, que se encuentra en Laval, Francia.

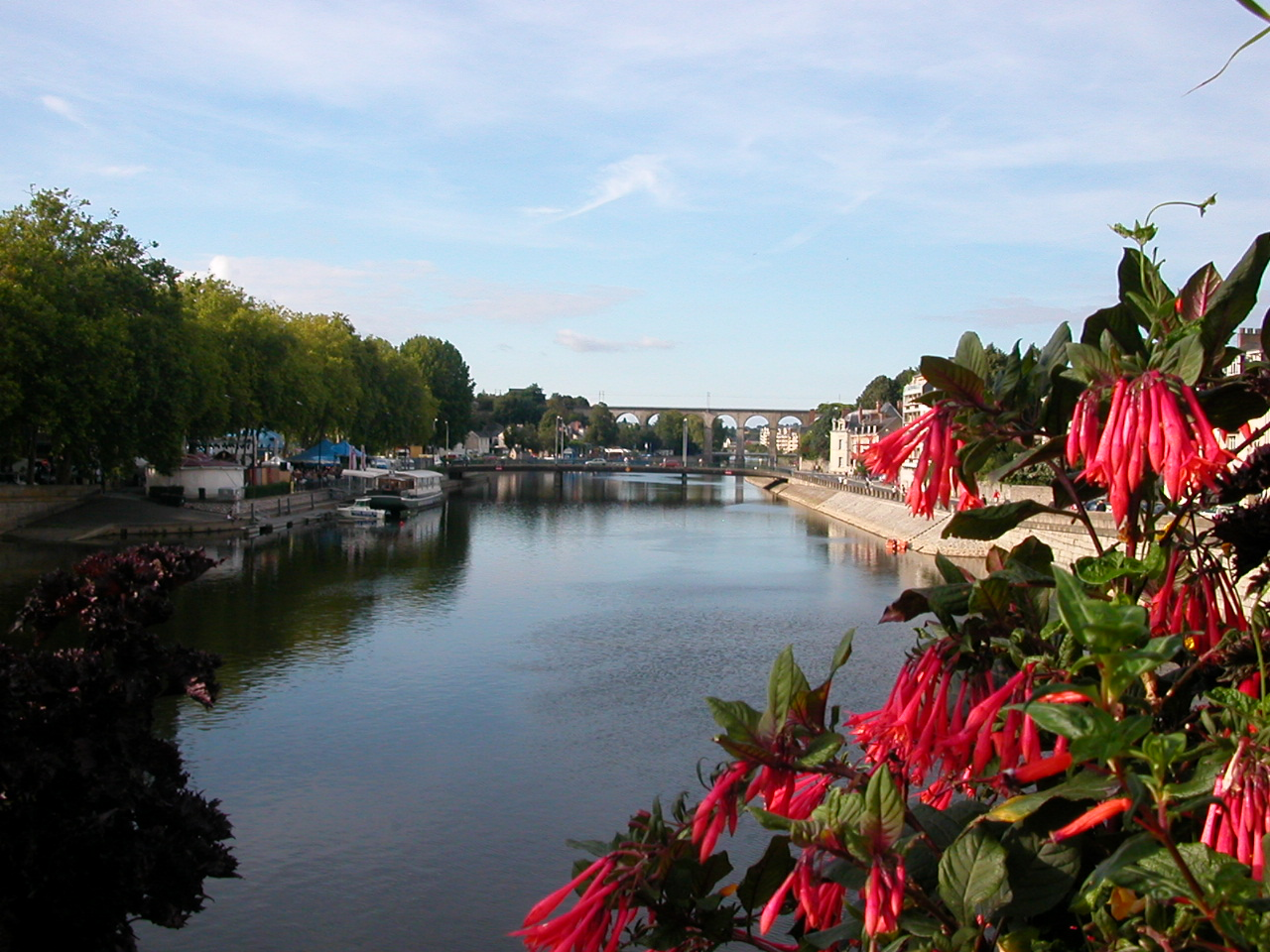
El viaducto de Laval y el río Mayenne.

## Localización
Se ubica en la parte alta de la ciudad, por encima del río Mayenne.
Jardin botanique de la Perrine Allée Adrien-Bruneau, Laval, Mayenne, Pays de la Loire, France-Francia.
Planos y vistas satelitales, 48°4′24.16″N 0°46′15.35″O / 48.0733778, -0.7709306
Está abierto al público todo el año.

## Historia
El jardín botánico fue creado en 1920 por Jules Denier en unos terrenos adquiridos por la ciudad en 1885 de su anterior propietario quién los perdió por unas deudas de juego.

## Colecciones
El jardín botánico alberga:
- Jardín a la francesa
- Jardín a la inglesa con una rosaleda que tiene cientos de variedades de rosas. Fue creada en 1920 por M. Jules Denier, y es el símbolo de "l'héritage du jardin à la française" (la herencia del jardín a la francesa).[2]
- El "Musée-Ecole" de la Perrine, el jardín de la Perrine alberga el “Musée-Ecole de la Perrine”. Se compone de 6 salas de exposiciones para arte contemporáneo, colecciones de dibujos sobre la historia del traje y el arte de la vidriera. Cerca de aquí, encontramos el espacio “Alain Gerbault”.
- El espacio "Alain Gerbault", Alain Gerbault nació el 17 de noviembre de 1893 en Laval, navegante francés famoso, porqué con “el Firescret”, realizó la primera travesía en solitario del Atlántico; este barco está expuesto en el jardín, en un lugar que ofrece una vista magnífica sobre el viejo castillo.
- El aduanero Rousseau, en otra zona, también existe un memorial a otro de los hijos ilustres de la ciudad, el " Douanier Henri Rousseau" (1844-1910), el monumento tiene una placa con el poema autógrafo escrito por Guillaume Apollinaire en tiza en su piedra.
- Charca con patos.
- Aviario con pájaros exóticos y otros con palomas.
- Orangerie actualmente readaptada como sala de exposiciones.
- Juegos para los niños, hay un espacio para los niños, llamado el archipiélago de los niños contiene muchos juegos, columpios, tobogánes y un carrusel (llamado « Le p’tit cheval de bois») se puede comer y beber, así pues El jardín, es el paraíso de los pequeños.
- Los animales, siguiendo con las zonas creadas para niños, hay una especial con animales domésticos, las llamadas "biquettes", cabritas, a las cuales los niños les dan a comer pan. También existe una pajarera para aves exóticas y otra para palomos, una charca con patos y un pequeño estanque con peces rojos.

Entre las plantas de interés incluye 20 tipos de camelias, Cedrus atlantica y Cedrus libani, Ginkgo biloba, Quercus ilex, Sequoiadendron, y una alameda de Tilia platyphyllos con ejemplares de 120 a 130 años de edad.
En el jardín nos encontramos con un "Monumento Histórico de Francia" « Fontaine des Trois Croix» ó « du Puits-Rocher à Laval». En otro tiempo situada en el ángulo de confluencia de la "rue de Paradis" y de la "rue du Hameau", fue trasladada al interior del jardín de la Perrine en 1936.
Los jardines de "La Perrine".

Detalles
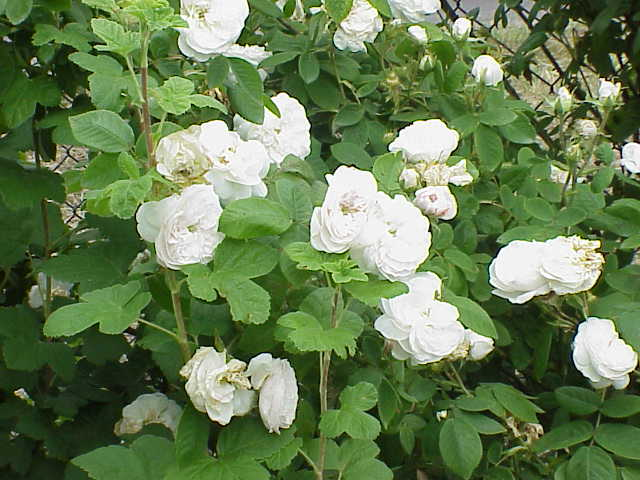
Rosa damascena.
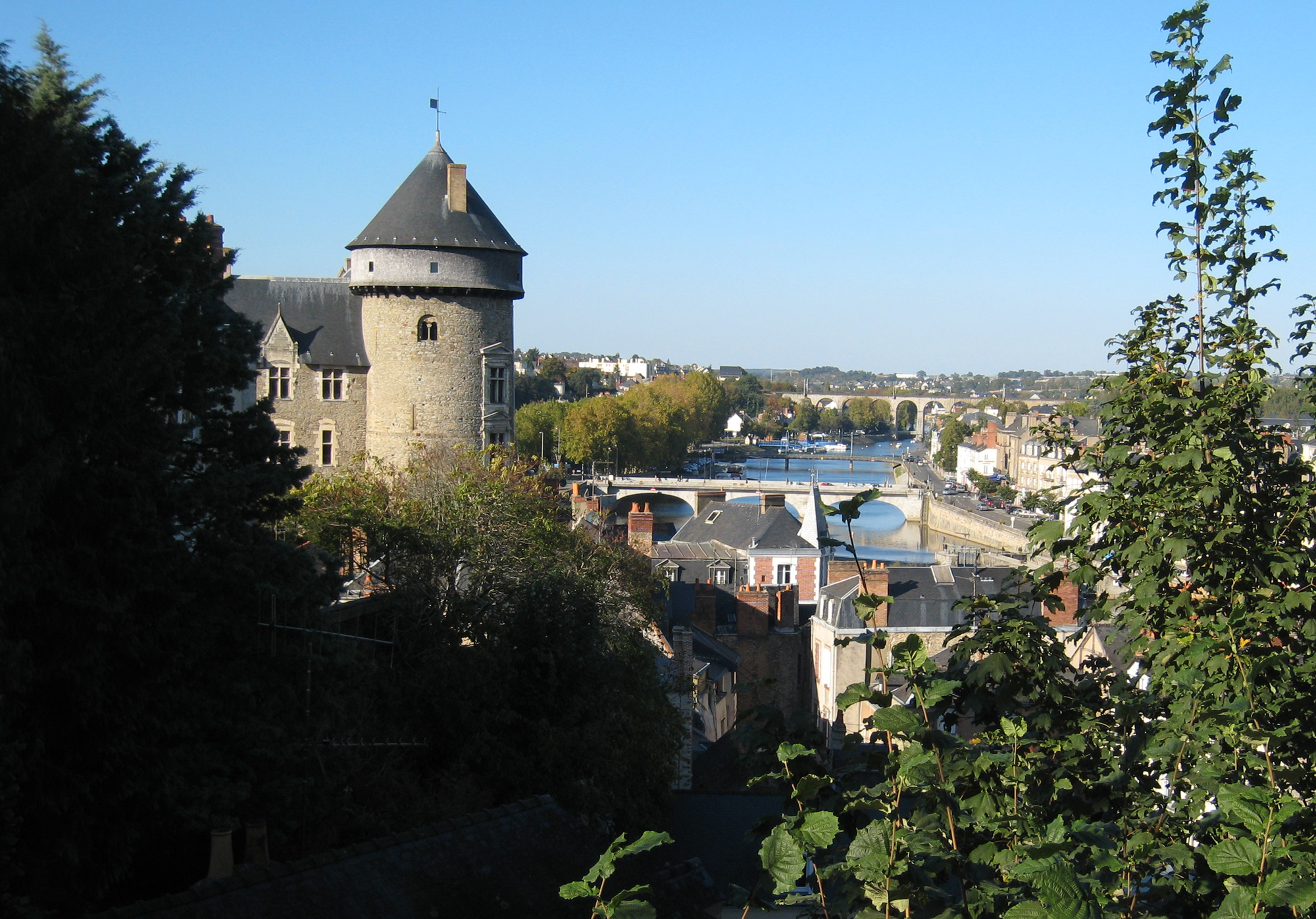
El viejo castillo.
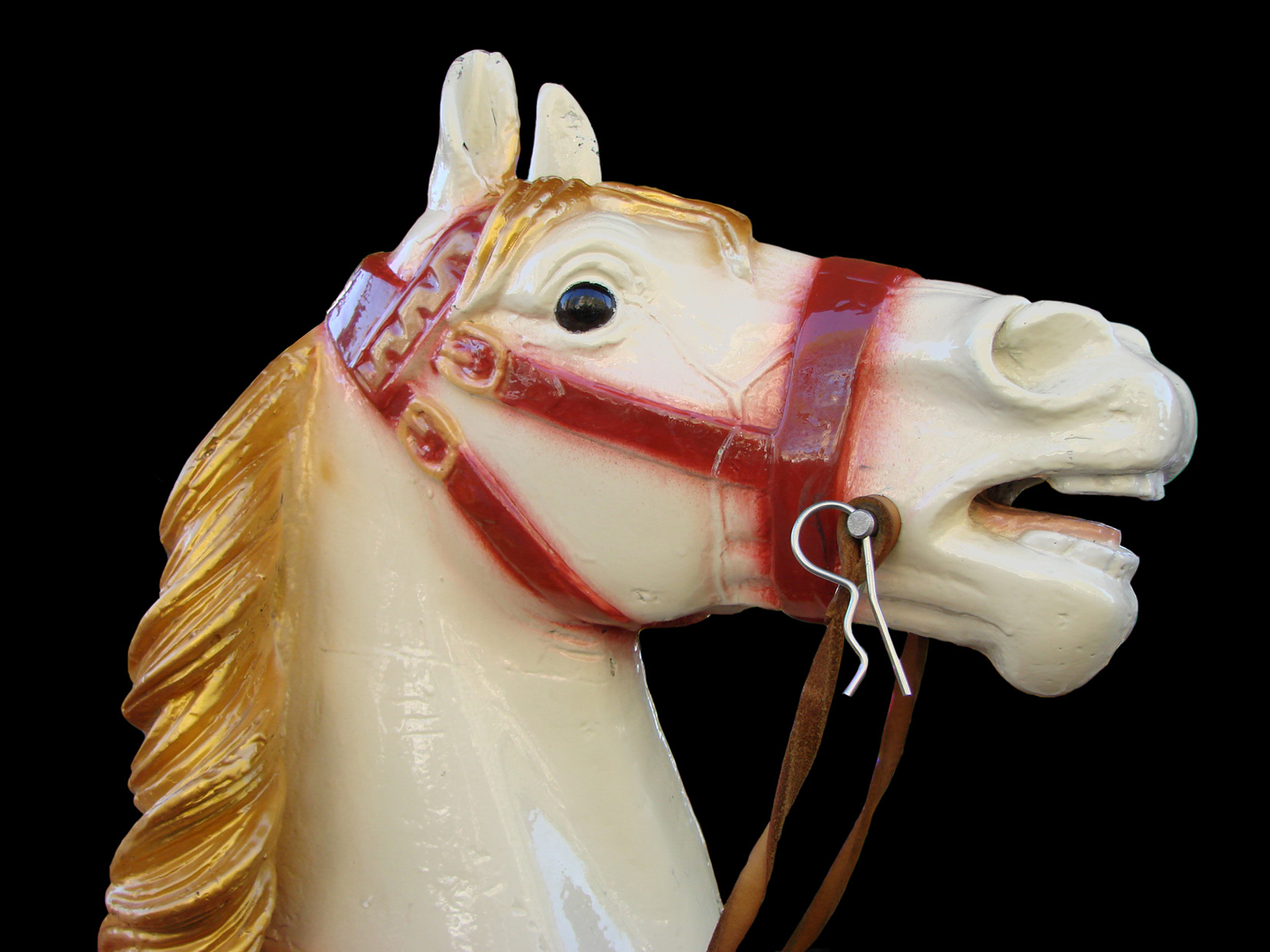
"Le p'tit cheval de bois".
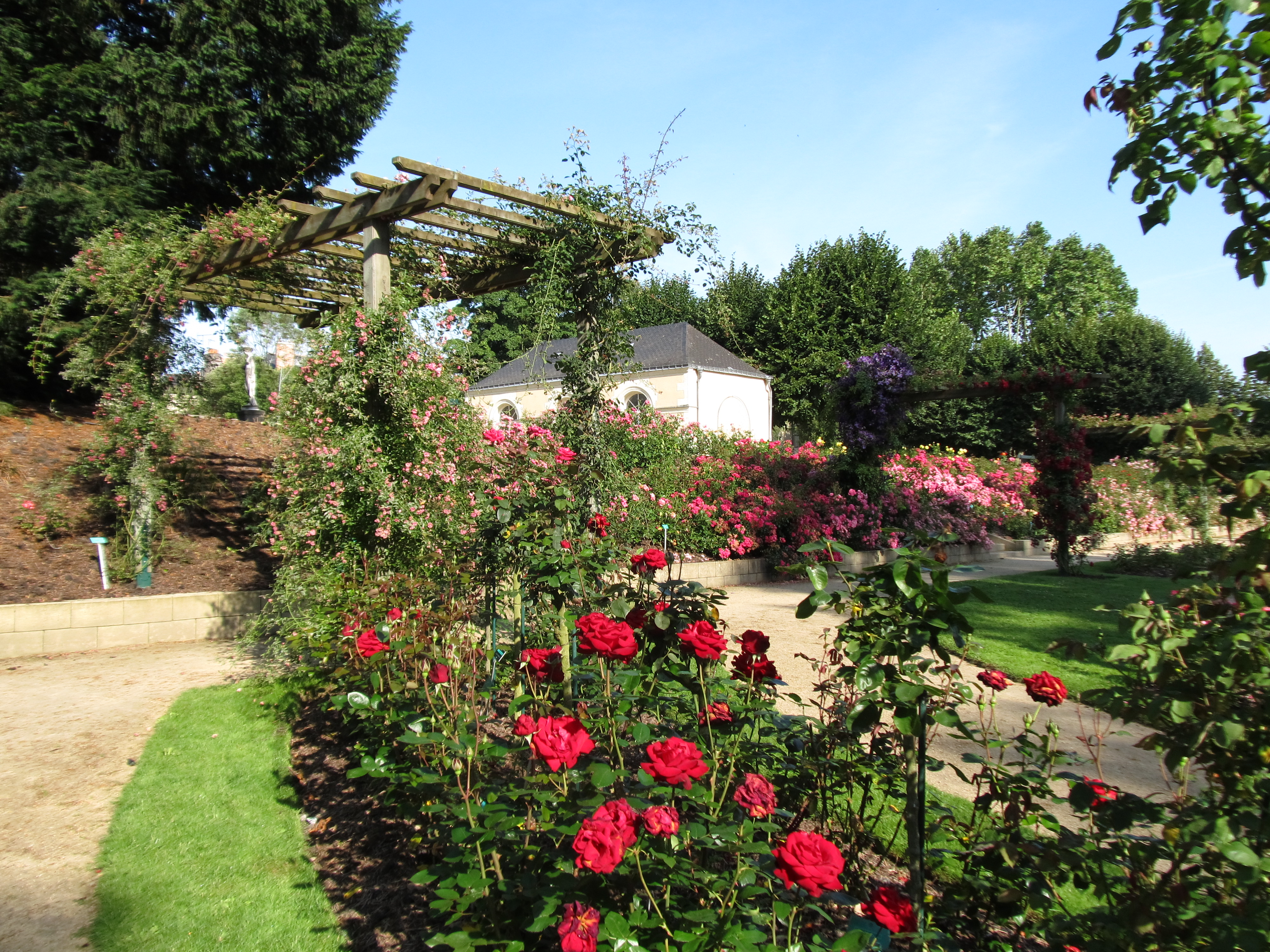
La rosaleda de la Perrine.
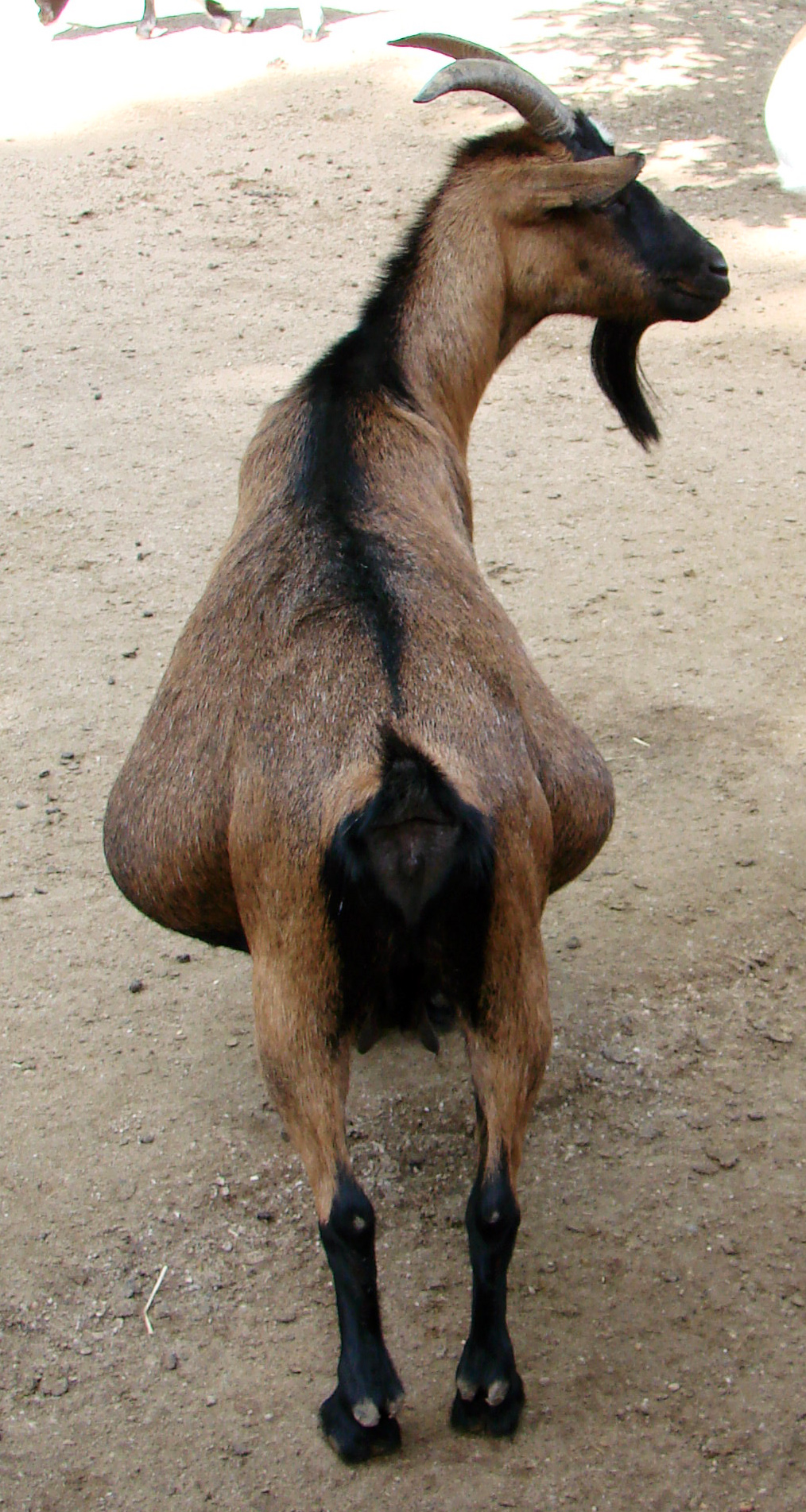
Las "Biquettes".
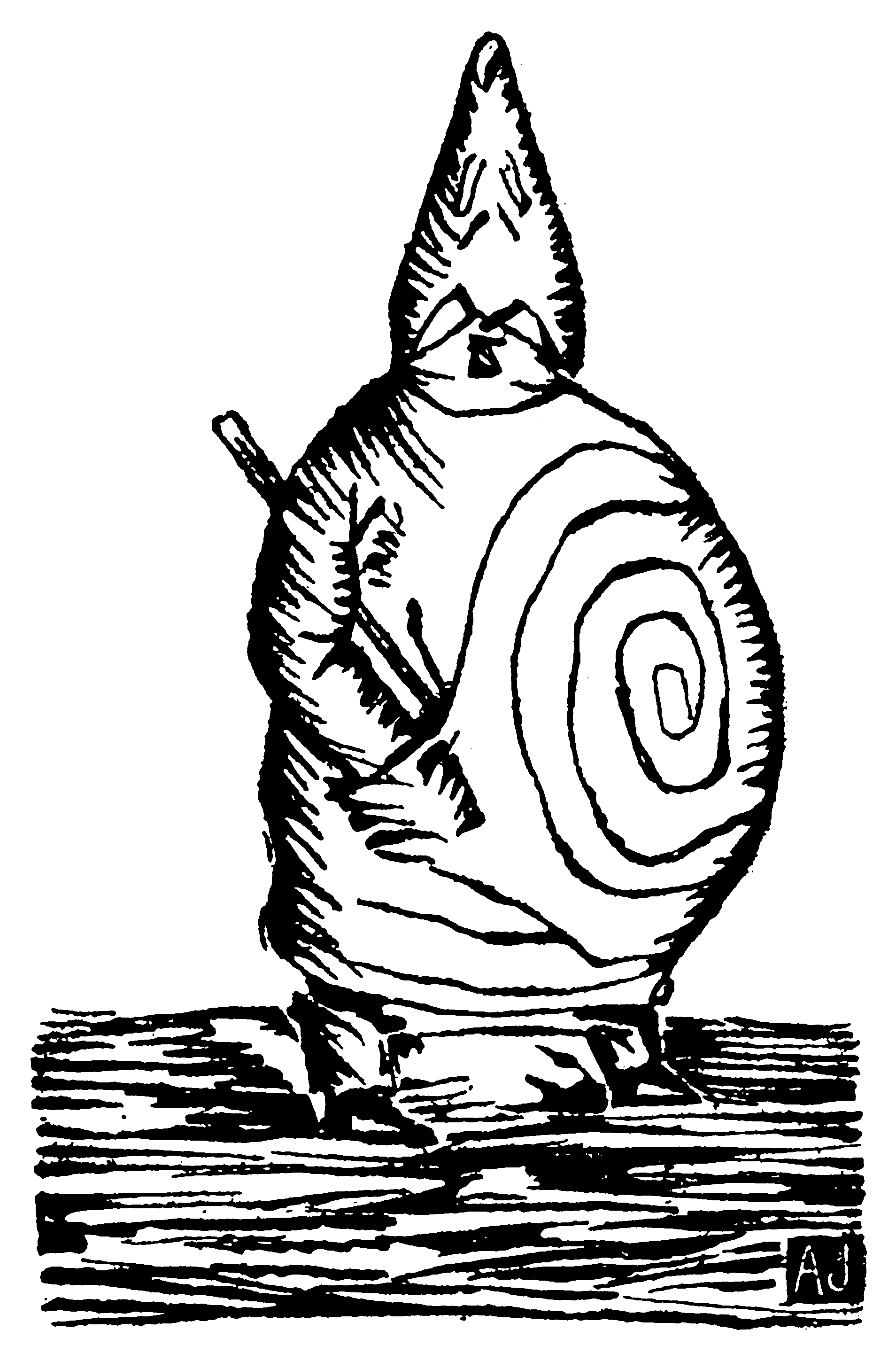
El rey Ubù.
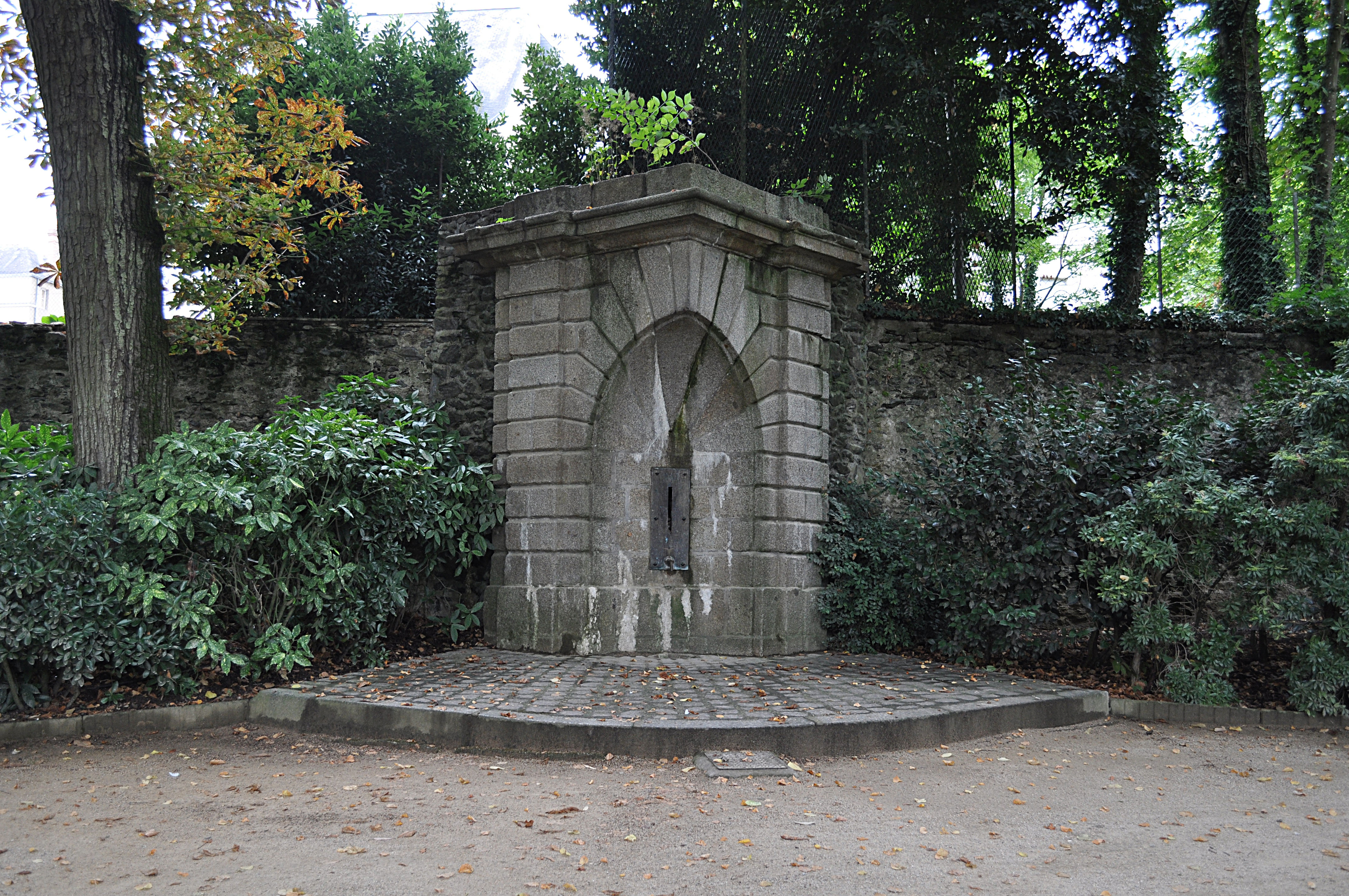
El Monumento Histórico « Fontaine des Trois Croix ».

## El nuevo festival del jardín
El 29 y el 30 de agosto de 2009, el jardín de la Perrine acogió un pequeño festival que sustituye la manifestación de las “Uburlesques” (Uburlescas en homenaje al rey Ubù, por Alfred Jarry) en Laval.
Este pequeño festival se llama la “face des étoiles”. Durante esta manifestación, diferentes grupos de música juegan y divierten la gente. Al mismo tiempo, tiene lugar un maratón de baile.
Para acompañar a los festivaleros, están instaladas por todo el jardín formas inflables, gigantes y luminosas.